# Cimetière de Lavaur
Le cimetière de Lavaur, dit cimetière du Port-d'en-Tais, est le cimetière municipal de la ville de Lavaur dans le Tarn. Il s'agit d'un petit cimetière aux allées rectilignes de gravier, non arboré sauf quelques cyprès, avec un calvaire au milieu (servant de monument aux morts), inscrit au patrimoine. Il possède encore quelques tombes anciennes.

## Personnalités
- Joseph Daguilhon Pujol La Sèlve (1756-1844), garde du corps de Louis XVI ;
- Joseph Debar mort en 1853, architecte (épitaphe en occitan) ;
- Clément Gontier (1876-1918), peintre[3] ;
- Moïse Zumero (1791-1873), dernier mamelouk de Napoléon[4],[5].